# Inati
Cet article concerne la pêche collective. Pour le groupe de langues, voir Langues inati.
L'inati (mot tokelau) est une pêche collective pratiquée aux Tokelau. Il est basé sur le partage des ressources.

## Description
Le terme « inati » signifie « groupe ». Sur chaque atoll, les villageois sont répartis en inati, qui chacun doivent participer à la vie de la communauté en accomplissant des tâches collectives.
L'inati désigne à la fois la pêche collective et la répartition des biens issus de cette pêche. Il n'existe pas de règles écrites concernant cette pratique, mais l'ensemble de la communauté tokelauane en connaît le fonctionnement.
L'inati s'est toutefois adapté aux modes de gouvernance moderne. L'inati collectif est désormais décidée d'une part par le taupulega, conseil rassemblant les faipule, chefs élus des atolls, et l'aumanga, conseil des hommes. Deux jours avant la pêche collective, ces deux entités se réunissent et décident de l'expédition, mobilisant tous les hommes de la communauté. Il peut arriver que la pêche cible une espèce de poisson en particulier, par exemple le thon. Après les préparatifs, la pêche a lieu. Au retour, la distribution est organisée par le pulenuku, maire du village et membre du taupulega. Il répartit le produit de la pêche par foyer, selon le nombre de personnes dans le foyer. Les poissons, triés par taille, sont ainsi répartis : les plus gros poissons aux plus grandes familles, les plus petits aux foyers les moins nombreux. Il arrive ainsi que les jeunes hommes ayant pris part à la pêche collective se retrouvent avec un petit nombre de petits poissons, se pliant à la règle ancestrale.
L'inati est un système fondé sur le partage des ressources. Il existe différentes acceptions du terme, selon l'atoll. Ainsi, dans certains cas, ce système de répartition vaut également pour le pêcheur qui, de retour de sa pêche et une fois prélevée la part qui lui est nécessaire, va devoir partager avec les autres membres de la société son surplus. Il en va de même pour la récolte de noix de coco ou de taro. Le système de l'inati est également valable pour le rationnement des denrées rares sur les atolls, comme l'essence ou l'alcool. Ce système a également été utilisé en 1981 lorsque le cargo fidjien Ai Sokula s'est échoué sur Fakaofo ; le chargement de bière à bord, quoique destiné aux Tuvalu, a été équitablement distribué entre les inati.
Par le passé, l'inati ne se pratiquait que sur les « poissons sacrés » (en tokelau « ina ha »), parmi lesquels l'espadon, les requins, les tortues, les barracudas). Le pêcheur qui ne partageait pas un de ces poissons sacrés était condamné à voir brûler sa maison, et à voir ses bateaux détruits. Désormais, la peine se « limite » à une humiliation publique de l'inati du contrevenant, et à de forte remontrances du conseil des anciens.

### Filmographie
- [vidéo] Le paradis solaire des Tokelau, de Ulli Weissbach, de SWR, 2014, 44 min [présentation en ligne] ; diffusé le 23 février 2016 sur Arte